# 1991 DE
1991 DE är en asteroid i huvudbältet som upptäcktes den 19 februari 1991 av de båda japanska astronomerna Takeshi Urata och Tetsuo Kagawa vid Nihondaira-observatoriet.